# La sexta extinción (The X-Files)
«The Sixth Extinction» es el primer episodio de la séptima temporada de la serie de televisión de ciencia ficción The X-Files. Se emitió por primera vez en la cadena Fox el 7 de noviembre de 1999 en los Estados Unidos. El episodio fue escrito por Chris Carter y dirigido por Kim Manners. «The Sixth Extinction» obtuvo una calificación Nielsen de 10,6, siendo visto por 17,82 millones de personas en su transmisión inicial. El episodio recibió críticas mixtas a positivas de los críticos.
El programa se centra en los agentes especiales del FBI Fox Mulder (David Duchovny) y Dana Scully (Gillian Anderson) que trabajan en casos relacionados con lo paranormal, llamados expedientes X. Mulder cree en lo paranormal, mientras que la escéptica Scully ha sido asignada para desacreditar su trabajo. En el episodio, el asistente del director Walter Skinner (Mitch Pileggi) y Michael Kritschgau (John Finn) trabajan desesperadamente en un intento por descubrir qué le pasa a Mulder, cuya actividad cerebral anormal lo ha dejado prisionero en su propia cabeza, pero no se dan cuenta de la duplicidad de la agente Diana Fowley (Mimi Rogers). Mientras tanto, Scully busca un artefacto antiguo en África.
«The Sixth Extinction» ayudó a explorar nuevos aspectos de la mitología general de la serie y fue el segundo episodio de una trilogía de episodios que presentan la grave reacción de Mulder ante la aparición de un artefacto extraterrestre. El episodio fue escrito debido a la fascinación del creador de la serie Chris Carter con la posibilidad de que los extraterrestres estuvieran involucrados en las grandes extinciones que ocurrieron hace millones de años.

## Argumento
En la playa de Costa de Marfil, Scully está sentada en su tienda de campaña estudiando fotografías detalladas de la nave espacial medio enterrada en la playa cercana. Una figura, el Hombre africano primitivo, aparece misteriosamente antes de desaparecer repentinamente, después de lo cual la tienda de Scully es invadida por insectos voladores. De vuelta en los Estados Unidos, Walter Skinner visita a un Fox Mulder delirante, que está recluido en una celda acolchada en un hospital de Georgetown. Mulder aparentemente ataca a Skinner, pero en realidad le pasa de manera encubierta un trozo de su bata de hospital que dice «Ayúdame».
Scully recibe la visita de la Dra. Amina Ngebe, ex colega de Solomon Merkmellen, quien le advierte que no le cuente a ninguno de los lugareños sobre el enjambre o el Hombre africano primitivo, aunque ya se ha corrido la voz en el «Internet africano». Poco después, uno de los lugareños que trabajaba en la excavación del barco aparentemente es escaldado por agua de mar hirviendo. Con la llegada del Dr. Barnes ocurre otra «plaga»: esa noche el océano se tiñe de rojo sangre.
Skinner vuelve a visitar a Mulder fuertemente medicado, que no puede hablar pero escribe «Kritschgau». Skinner visita a Michael Kritschgau, ahora desempleado y viviendo en un apartamento de bajo costo, y lo convence de visitar el hospital con él. Una vez allí, Kritschgau cree que Mulder tiene habilidades extraterrestres para leer la mente y le inyecta fenitoína para ralentizar su actividad cerebral. Más tarde, llegan Diana Fowley y su médico, y con sus habilidades para leer la mente, Mulder le dice a Skinner que sabe que está en deuda con Alex Krycek y las conexiones de Fowley con el fumador.
Scully, con la ayuda de Barnes, puede traducir algunas de las inscripciones de la nave espacial, que contiene información sobre genética y varias religiones. Sin embargo, el comportamiento de Barnes se vuelve cada vez más errático y, armándose con un machete, se niega a dejar que Scully o Ngebe se vayan. Barnes se da cuenta de que la nave está devolviendo la vida a los peces muertos. Scully y Ngebe aprovechan la oportunidad para noquearlo y escapar. Scully ve al Hombre africano primitivo nuevamente en el auto mientras se alejan.
Kritschgau y Skinner sometieron a Mulder a pruebas adicionales para verificar su actividad cerebral anormal. Vuelven a inyectar fenitoína a Mulder, pero esta vez Fowley los atrapa; Mulder sufre una convulsión. Mientras tanto, Barnes, en un extraño experimento, mata a su conductor, solo para que el conductor pronto se reanime y mate a Barnes. Scully vuela de regreso a Estados Unidos y visita a Mulder en el hospital. En la costa africana, Ngebe llega con la policía y encuentra a Barnes muerto y la nave espacial desaparecida.

## Producción

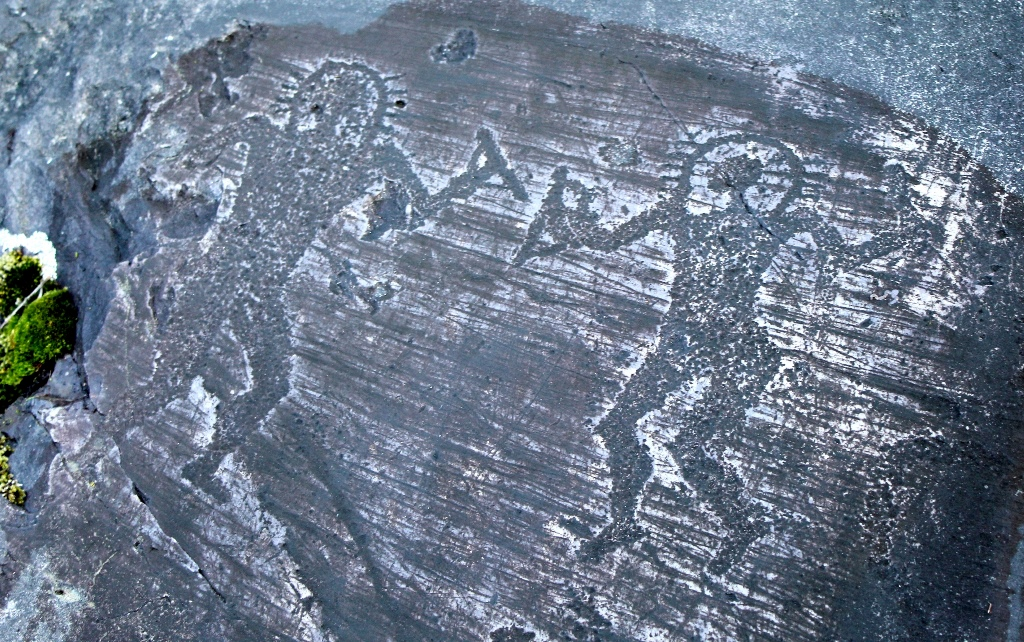
Parte de la trama de «The Sixth Extinction» se basó en la teoría de los antiguos astronautas (grabados en roca en Val Camonica, Italia).

Con respecto a los orígenes de este episodio, Frank Spotnitz dijo: «[Nosotros] destruimos todas las cosas sobre el padre de Mulder, el proyecto y el Sindicato. Todas las cosas que nos habían sostenido durante seis años desaparecieron repentinamente. No teníamos muletas. A partir de ese momento adelante, cada vez que nos sentábamos a escribir un programa de mitología, sabíamos que iba a ser un desafío completamente diferente». Chris Carter creía que «The Sixth Extinction» funcionaba como un «episodio de transición», afirmando: «Sentí que, con “The Sixth Extinction”, solo estaba desempeñando un papel secundario y que el episodio, esencialmente el episodio medio de un arco de tres episodios, fue solo un episodio de transición para llevarnos a “Amor Fati”, que en realidad se trataba menos de la mitología y más de las elecciones de Mulder en la vida».
Debido a que David Duchovny y Gillian Anderson tenían otros compromisos al comienzo de la temporada, la producción de este episodio se retrasó. Terminó filmándose tercero en la temporada, después de los episodios «Hungry» y «The Goldberg Variation». Carter escribió el episodio simultáneamente mientras Duchovny estaba trabajando en el siguiente episodio, «The Sixth Extinction II: Amor Fati». Kim Manners dijo que los preparativos eran confusos ya que no estaba claro cómo se desarrollarían las historias y cómo se alimentarían entre sí. Spotnitz dijo sobre el resultado final: «Para mí, se parecía mucho a una película de monstruos de los años cincuenta con Scully en la playa con este tipo volviéndose loco con un machete, los ataques de insectos y el mar de sangre. Sí, se suponía que para ser un asunto serio, en general, pensé que se perfilaba como una hora bastante entretenida».
Los productores tuvieron que mover la filmación de las secuencias de playa de los episodios anteriores debido a los cambios en las mareas en esa época del año. Al igual que en el episodio anterior, el gran naufragio de la nave espacial se creó con gráficos generados por computadora. La secuencia en la que el agua del océano escalda a los lugareños requirió el uso de "varios grados de maquillaje para quemaduras", que se aplicó a los dobles. Luego se usó una cámara subacuática para capturar a estos actores mientras se retorcían de dolor. Para crear la escena en la que una gran cantidad de insectos pululan en la tienda de Scully, palomitas de maíz y bolitas de espuma fueron impulsados por un gran ventilador hacia el escenario de sonido; Luego, las imágenes de los grillos se compusieron digitalmente sobre los detritos durante la posproducción. El programa también alquiló más de 50,000 grillos muertos y los esparció en el escenario del piso para promover el efecto.
Una gran parte del episodio se basó en la teoría de los antiguos astronautas, que propone que seres extraterrestres inteligentes visitaron la Tierra en la antigüedad o la prehistoria y se pusieron en contacto con los humanos. Frank Spotnitz estaba asombrado por la poca cantidad de correo negativo que recibió el programa, a pesar de que la historia de «Biogenesis»/«The Sixth Extinction»/«Amor Fati» insinuaba en gran medida que los extraterrestres fueron los creadores de la noción de Dios y la religión. Le dio crédito a la forma en que el programa manejó este tema delicado y dijo: «A menudo, en el pasado, hicimos cosas en las que estaba seguro de que recibiríamos cartas de enojo. Pero rara vez lo hacemos. Y la razón es por la forma en que manejamos las cosas. En “Amor Fati” tratamos el lado religioso con respeto». Los temas de los antiguos astronautas se revisaron más tarde en los dos episodios de la novena temporada «Provenance» y «Providence», aunque en mucha menor medida.

## Recepción

### Audiencia
«The Sixth Extinction» se mostró por primera vez en los Estados Unidos el 7 de noviembre de 1999. Este episodio obtuvo una calificación Nielsen de 10,6, con una participación de 16, lo que significa que aproximadamente el 10,6 por ciento de todos los hogares equipados con televisión y el 16 por ciento de los hogares que veían la televisión sintonizaron el episodio. Fue visto por 17,82 millones de espectadores y fue el episodio más visto de la séptima temporada en los Estados Unidos. Fox promocionó el episodio con el lema «Algo está volviendo loco a Mulder. Algo que ha estado buscando. Algo que no debería haber encontrado». El episodio se incluyó más tarde en The X-Files Mythology, Volume 3 – Colonization, una colección de DVD que contiene episodios relacionados con los planes de los colonizadores extraterrestres para apoderarse de la tierra.

### Reseñas
«The Sixth Extinction» recibió críticas mixtas a positivas de los críticos. Tom Kessenich, en su libro Examinations: An Unauthorized Look at Seasons 6–9 of the X-Files le dio al episodio una crítica positiva, y señaló que el episodio toma los temas de «Biogenesis» y «corre con ellos». Ken Tucker de Entertainment Weekly otorgó al episodio una «B+». Tucker elogió la capacidad de escritura del creador de la serie Chris Carter y afirmó que «el episodio inicial sugiere la imaginación ilimitada del autor para mantener sus tropos de nación extraterrestre». Robert Shearman y Lars Pearson, en su libro Wanting to Believe: A Critical Guide to The X-Files, Millennium & The Lone Gunmen, calificó el episodio con tres estrellas y media de cinco. Los dos llamaron al episodio «el inicio de temporada más llamativo en años» y señalaron que «promete que tal vez todavía haya vida en la mitología antigua». Shearman y Pearson, sin embargo, criticaron la falta de finalidad del episodio, pero atribuyeron la mayor parte de esto al hecho de que el episodio era el segundo de un cuento de mitología de tres partes. La escritora de Den of Geek, Nina Sordi, clasificó a «The Sixth Extinction», junto con «Biogenesis» y «The Sixth Extinction II: Amor Fati», como el quinto mejor episodio de la serie, escribiendo, «es evidente que como [The X-Files] ha progresado, los episodios que rodean esas historias y los puntos de ruptura que Mulder y Scully soportaron los empujan más y más hacia una derrota total e irreversible. Esto es especialmente conmovedor cuando se ve este trío de episodios que provoca ansiedad». Monica S. Kuebler de la revista Exclaim! llamó a «The Sixth Extinction», junto con «Biogenesis» y «Amor Fati», uno de los «mejores» episodios durante la fase de «colonización» del programa. Kenneth Silber de Space.com escribió positivamente sobre el episodio, con la esperanza de que presagiara las respuestas por venir, escribiendo «Como la entrega intermedia de una historia de tres partes y lo que entonces se pensó que era el estreno de la última temporada de The X-Files, “The Sixth Extinction” está impregnada de un sombrío estado de ánimo preapocalíptico, pero vivificado por la posibilidad de que pronto tendremos respuestas a los misterios pendientes más importantes de la serie».
No todas las críticas fueron tan positivas. Paula Vitaris de Cinefantastique le dio al episodio una crítica negativa y le otorgó una estrella y media de cuatro. Señaló que «la situación de Mulder se maneja mal» y argumentó que la enfermedad de Mulder se creó únicamente para proporcionar un suspenso entre temporadas. Emily VanDerWerff de The A.V. Club otorgó al episodio una «C» y lo llamó un «puente extraño». En gran parte, criticó el episodio por presentar «ningún giro o complicación real aquí» en lugar de «las cosas simplemente […] empeoran a lo largo de un camino lineal».